# فيليب هاريس
فيليب هاريس (بالإنجليزية: Phillip Harris)‏ هو متزلج فني بريطاني، ولد في 29 سبتمبر 1989 في كوفنتري في المملكة المتحدة.

## وصلات خارجية
- فيليب هاريس على موقع الاتحاد الدولي للتزلج (الإنجليزية)